# BFGoodrich Langstreckenmeisterschaft 2007
Die BFGoodrich Langstreckenmeisterschaft 2007 war die 31. Saison der BFGoodrich Langstreckenmeisterschaft, einer Automobil-Rennveranstaltung für den Breitensport, und wurde von der Veranstaltergemeinschaft Langstreckenpokal Nürburgring ausgetragen. Sie begann am 31. März 2007 und endete am 27. Oktober 2007 nach zehn Läufen auf dem Nürburgring.
Die Meisterschaft gewannen Heinz-Otto Fritzsche, Jürgen Fritzsche und Marco Wolf in einem Opel Astra GTC von Kissling Motorsport.

## Rennkalender
| Datum         | Rennen                                | Distanz |
| ------------- | ------------------------------------- | ------- |
| 31. März 2007 | 55. ADAC Westfalenfahrt               | 4h      |
| 14. Apr. 2007 | 32. DMV 4-Stunden-Rennen              | 4h      |
| 28. Apr. 2007 | 49. ADAC ACAS H&R-Cup                 | 4h      |
| 12. Mai 2007  | 38. Adenauer ADAC Rundstrecken-Trophy | 4h      |
| 26. Mai 2007  | 47. ADAC Reinoldus-Langstreckenrennen | 4h      |
| 18. Aug. 2007 | 30. RCM DMV Grenzlandrennen           | 4h      |
| 15. Sep. 2007 | 6h ADAC Ruhr-Pokal-Rennen             | 6h      |
| 29. Sep. 2007 | 39. ADAC Barbarossapreis              | 4h      |
| 13. Okt. 2007 | 31. DMV 250-Meilen-Rennen             | 4h      |
| 27. Okt. 2007 | 32. DMV Münsterlandpokal              | 4h      |

## Ergebnisse

### 55. ADAC Westfalenfahrt
| Platz | Fahrer                                            | Team                       | Fahrzeug (Klasse)                | Zeit (Runden)    |
| ----- | ------------------------------------------------- | -------------------------- | -------------------------------- | ---------------- |
| 1     | Peter Mamerow Christian Mamerow                   | Mamerow Racing             | Porsche 996 GT3 RSR (SP7)        | 4:00:09.051 (27) |
| 2     | Andreas Schall Ralf Schall Volker Strycek         | Schall Motorsport          | Opel Astra DTM (E1-XP)           | + 1:37.092 (27)  |
| 3     | Claudia Hürtgen Hans-Joachim Stuck Johannes Stuck | Schubert Motorsport        | BMW Z4 M Coupé (SP6)             | + 1:39.390 (27)  |
| 4     | Jörg Müller Andy Priaulx                          | Schnitzer Motorsport       | BMW Z4 M Coupé (SP6)             | + 4:26.704 (27)  |
| 5     | Jochen Krumbach Michael Schrey                    | Mühlner Motorsport         | Porsche 997 GT3 Cup (Cup4B)      | + 8:15.777 (27)  |
| 6     | Georg Weiss Michael Jacobs Peter-Paul Pietsch     | Wochenspiegel Team Manthey | Porsche 997 GT3 Supercup (SP7)   | + 1 Runde (26)   |
| 7     | Frank Kräling Marc Gindorf Peter Scharmach        | Manthey Racing             | Porsche 997 GT3 Cup (Cup4B)      | + 1 Runde (26)   |
| 8     | Wolfgang Destreé Kersten Jodexnis                 |                            | Porsche 997 GT3 RSR (SP7)        | + 1 Runde (26)   |
| 9     | Reinhold Mölig Klaus Hackl                        | Mölig Racing               | Irmscher V8 Star (E1-XP)         | + 1 Runde (26)   |
| 10    | Elmar Deegener Jürgen Wohlfarth Christoph Breuer  | Raeder Motorsport          | Mitsubishi Lancer Evo VIII (SP6) | + 1 Runde (26)   |

### 32. DMV 4-Stunden-Rennen
| Platz | Fahrer                                         | Team                       | Fahrzeug (Klasse)              | Zeit (Runden)    |
| ----- | ---------------------------------------------- | -------------------------- | ------------------------------ | ---------------- |
| 1     | Marc Basseng Marc Hennerici Dirk Adorf         | Land Motorsport            | Porsche 996 GT3 RSR (SP7)      | 4:02:36.693 (27) |
| 2     | Michael Bäder Tobias Hagenmeyer Markus Gedlich | Team MB Autotechnik        | BMW M3 (SP7)                   | + 41.120 (27)    |
| 3     | Johannes Stuck Claudia Hürtgen                 | Schubert Motorsport        | BMW Z4 M Coupé (SP6)           | + 1:59.215 (27)  |
| 4     | Andreas Schall Ralf Schall Volker Strycek      | Schall Motorsport          | Opel Astra DTM (E1-XP)         | + 3:04.584 (27)  |
| 5     | Jürgen Alzen Patrick Simon                     | Jürgen Alzen Motorsport    | Porsche Cayman (SP7)           | + 5:03.183 (27)  |
| 6     | Sabine Schmitz Klaus Abbelen                   | Frikadelli Racing          | Porsche 997 GT3 Supercup (SP7) | + 7:08.612 (27)  |
| 7     | Georg Weiss Michael Jacobs Dieter Schornstein  | Wochenspiegel Team Manthey | Porsche 997 GT3 Supercup (SP7) | + 1 Runde (26)   |
| 8     | Heinz-Josef Bermes Jochen Krumbach             | Mühlner Motorsport         | Porsche 997 GT3 Cup (Cup4B)    | + 1 Runde (26)   |
| 9     | Wolfgang Destreé Kersten Jodexnis              |                            | Porsche 997 GT3 RSR (SP7)      | + 1 Runde (26)   |
| 10    | Jörg Otto Daniel Bauer                         | Captain Racing             | Porsche 996 GT3 Cup (Cup4A)    | + 1 Runde (26)   |

### 49. ADAC ACAS H&R-Cup
| Platz | Fahrer                                            | Team                       | Fahrzeug (Klasse)              | Zeit (Runden)    |
| ----- | ------------------------------------------------- | -------------------------- | ------------------------------ | ---------------- |
| 1     | Marc Basseng Marc Hennerici Dirk Adorf            | Land Motorsport            | Porsche 996 GT3 RSR (SP7)      | 4:07:58.881 (28) |
| 2     | Michael Bäder Tobias Hagenmeyer Markus Gedlich    | Team MB Autotechnik        | BMW M3 (SP7)                   | + 8:43.957 (28)  |
| 3     | Hermann Tilke Dirk Adorf Marc Basseng             | Land Motorsport            | Porsche 997 GT3 Cup (Cup4B)    | + 1 Runde (27)   |
| 4     | Johannes Scheid Oliver Kainz                      | Scheid Motorsport          | BMW M3 (SP7)                   | + 1 Runde (27)   |
| 5     | Georg Weiss Peter-Paul Pietsch Dieter Schornstein | Wochenspiegel Team Manthey | Porsche 997 GT3 Supercup (SP7) | + 1 Runde (27)   |
| 6     | Sabine Schmitz Klaus Abbelen                      | Frikadelli Racing          | Porsche 997 GT3 Supercup (SP7) | + 1 Runde (27)   |
| 7     | Alexander Roloff Dominik Schwager                 | Jörg van Ommen Autosport   | Porsche 997 GT3 Cup (SP7)      | + 1 Runde (27)   |
| 8     | Frank Kräling Marc Gindorf Lance David Arnold     | Manthey Racing             | Porsche 997 GT3 Cup (Cup4B)    | + 1 Runde (27)   |
| 9     | Stanislav Gryazin Walerij Horban                  |                            | BMW M3 (SP6)                   | + 1 Runde (27)   |
| 10    | Stefan Aust Ralf-Peter Bonk                       | Bonk Motorsport            | Porsche 997 GT3 Cup (Cup4B)    | + 1 Runde (27)   |

### 38. Adenauer ADAC Rundstrecken-Trophy
| Platz | Fahrer                                           | Team                     | Fahrzeug (Klasse)           | Zeit (Runden)    |
| ----- | ------------------------------------------------ | ------------------------ | --------------------------- | ---------------- |
| 1     | Marc Basseng Marc Hennerici Dirk Adorf           | Land Motorsport          | Porsche 996 GT3 RSR (SP7)   | 4:01:03.173 (25) |
| 2     | Tom Coronel Duncan Huisman                       | Zakspeed Racing          | Dodge Viper GTS-R (SP8)     | + 1:00.329 (25)  |
| 3     | Claudia Hürtgen Johannes Stuck Richard Göransson | Schubert Motorsport      | BMW Z4 M Coupé (SP6)        | + 2:57.291 (25)  |
| 4     | Dennis Rostek Wolfgang Kaufmann                  | Konrad Motorsport        | Porsche 997 GT3 RSR (SP7)   | + 4:37.454 (25)  |
| 5     | Johannes Scheid Oliver Kainz                     | Scheid Motorsport        | BMW M3 (SP7)                | + 6:46.596 (25)  |
| 6     | Alexander Roloff Dominik Schwager                | Jörg van Ommen Autosport | Porsche 997 GT3 Cup (SP7)   | + 7:55.138 (25)  |
| 7     | Reinhold Mölig                                   | Mölig Racing             | Irmscher V8 Star (E1-XP)    | + 8:54.037 (25)  |
| 8     | Frank Kräling Marc Gindorf Thomas Messer         | Manthey Racing           | Porsche 997 GT3 Cup (Cup4B) | + 1 Runde (24)   |
| 9     | Andreas Schall Ralf Schall Volker Strycek        | Schall Motorsport        | Opel Astra DTM (E1-XP)      | + 1 Runde (24)   |
| 10    | Jörg Otto Marcel Jeleniowski Frank Schmickler    | Captain Racing           | Porsche 996 GT3 Cup (Cup4A) | + 1 Runde (24)   |

### 47. ADAC Reinoldus-Langstreckenrennen
| Platz | Fahrer                                           | Team                | Fahrzeug (Klasse)           | Zeit (Runden)    |
| ----- | ------------------------------------------------ | ------------------- | --------------------------- | ---------------- |
| 1     | Timo Bernhard Romain Dumas                       | Manthey Racing      | Porsche 997 GT3 RSR (SP7)   | 4:00:39.120 (27) |
| 2     | Marcel Fässler Robert Lechner                    | Phoenix Racing      | Aston Martin DBRS9 (SP8)    | + 2:36.428 (27)  |
| 3     | Michael Bäder Tobias Hagenmeyer Markus Gedlich   | Team MB Autotechnik | BMW M3 (SP7)                | + 4:00.819 (27)  |
| 4     | Claudia Hürtgen Johannes Stuck Richard Göransson | Schubert Motorsport | BMW Z4 M Coupé (SP6)        | + 5:51.206 (27)  |
| 5     | Armin Hahne Christian Haarmann                   | Manthey Racing      | Porsche 996 GT3 RSR (SP7)   | + 7:22.790 (27)  |
| 6     | Andreas Schall Ralf Schall Volker Strycek        | Schall Motorsport   | Opel Astra DTM (E1-XP)      | + 1 Runde (26)   |
| 7     | Marc Basseng Marc Hennerici Frank Stippler       | Land Motorsport     | Porsche 997 GT3 Cup (SP7)   | + 1 Runde (26)   |
| 8     | Stanislav Gryazin Walerij Horban                 |                     | BMW M3 (SP6)                | + 1 Runde (26)   |
| 9     | Stefan Müller Daniel Schwerfeld Michael Schaal   | AGON Motorsport     | Porsche 997 GT3 Cup (Cup4B) | + 1 Runde (26)   |
| 10    | Heinz-Josef Bermes Jochen Krumbach               | Mühlner Motorsport  | Porsche 997 GT3 Cup (Cup4B) | + 1 Runde (26)   |

### 30. RCM DMV Grenzlandrennen
| Platz | Fahrer                                                    | Team                       | Fahrzeug (Klasse)              | Zeit (Runden)      |
| ----- | --------------------------------------------------------- | -------------------------- | ------------------------------ | ------------------ |
| 1     | Marc Basseng Marc Hennerici                               | Land Motorsport            | Porsche 996 GT3 RSR (SP7)      | + 4:00:52.754 (27) |
| 2     | Claudia Hürtgen Johannes Stuck Hans-Joachim Stuck         | Schubert Motorsport        | BMW Z4 M Coupé (SP6)           | + 48.674 (27)      |
| 3     | Sabine Schmitz Klaus Abbelen                              | Frikadelli Racing          | Porsche 997 GT3 Supercup (SP7) | + 2:25.840 (27)    |
| 4     | Dirk Adorf Hermann Tilke                                  | Raeder Motorsport          | Lamborghini Gallardo (SP8)     | + 4:17.742 (27)    |
| 5     | Dennis Rostek Wolfgang Kaufmann                           | Konrad Motorsport          | Porsche 997 GT3 RSR (SP7)      | + 4:34.975 (27)    |
| 6     | Bert Lambrecht Jean-François Hemroulle Lance David Arnold | Manthey Racing             | Porsche 997 GT3 Supercup (SP7) | + 6:18.200 (27)    |
| 7     | Marko Hartung Stefan Neuberger                            | ORMS Racing                | BMW Z4 M Coupé (SP6)           | + 6:26.864 (27)    |
| 8     | Wolfgang Kohler Christian Menzel                          | Manthey Racing             | Porsche 997 GT3 Cup (Cup4B)    | + 6:32.596 (27)    |
| 9     | Georg Weiss Michael Jacobs Jonathan Baker                 | Wochenspiegel Team Manthey | Porsche 997 GT3 Supercup (SP7) | + 1 Runde (26)     |
| 10    | Reinhold Mölig Philip Benett                              | Mölig Racing               | Irmscher V8 Star (E1-XP)       | + 1 Runde (26)     |

### 6h ADAC Ruhr-Pokal-Rennen
| Platz | Fahrer                                                             | Team                       | Fahrzeug (Klasse)              | Zeit (Runden)    |
| ----- | ------------------------------------------------------------------ | -------------------------- | ------------------------------ | ---------------- |
| 1     | Marcel Tiemann Romain Dumas Arno Klasen                            | Manthey Racing             | Porsche 997 GT3 RSR (SP7)      | 6:01:07.284 (41) |
| 2     | Andreas Schall Ralf Schall Volker Strycek                          | Schall Motorsport          | Opel Astra DTM (E1-XP)         | 8:19.778 (41)    |
| 3     | Georg Weiss Peter-Paul Pietsch Michael Jacobs Dieter Schornstein   | Wochenspiegel Team Manthey | Porsche 997 GT3 Supercup (SP7) | + 1 Runde (40)   |
| 4     | Reinhold Mölig Philip Benett                                       | Mölig Racing               | Irmscher V8 Star (E1-XP)       | + 1 Runde (40)   |
| 5     | Frank Kräling Marc Gindorf Peter Scharmach                         | Manthey Racing             | Porsche 997 GT3 Cup (Cup4B)    | + 1 Runde (40)   |
| 6     | Bert Lambrecht Jean-François Hemroulle                             | Manthey Racing             | Porsche 997 GT3 Supercup (SP7) | + 2 Runden (39)  |
| 7     | Heinz-Josef Bermes Jochen Krumbach Jonathan Baker Alec Arho Havrén | Mühlner Motorsport         | Porsche 997 GT3 Cup (Cup4B)    | + 2 Runden (39)  |
| 8     | Alexander Zinn Stefan Peters Stefan Müller Andreas Eberhardt       | AGON Motorsport            | Porsche 997 GT3 Cup (Cup4B)    | + 2 Runden (39)  |
| 9     | Christopher Gerhard Dirk Riebensahm                                | Topspeed Media             | Porsche 997 GT3 Cup (Cup4B)    | + 2 Runden (39)  |
| 10    | Jörg Viebahn Stian Sørlie                                          | Schubert Motorsport        | BMW 120d (SP10)                | + 3 Runden (38)  |

### 39. ADAC Barbarossapreis
| Platz | Fahrer                                            | Team                       | Fahrzeug (Klasse)              | Zeit (Runden)    |
| ----- | ------------------------------------------------- | -------------------------- | ------------------------------ | ---------------- |
| 1     | Marcel Tiemann Marc Lieb Arno Klasen              | Manthey Racing             | Porsche 997 GT3 RSR (SP7)      | 4:05:04.786 (28) |
| 2     | Jürgen Alzen Uwe Alzen                            | Jürgen Alzen Motorsport    | Porsche Cayman (SP7)           | + 2:51.430 (28)  |
| 3     | Andreas Schall Ralf Schall Volker Strycek         | Schall Motorsport          | Opel Astra DTM (E1-XP)         | + 6:32.877 (28)  |
| 4     | Sabine Schmitz Klaus Abbelen                      | Frikadelli Racing          | Porsche 997 GT3 Supercup (SP7) | + 8:20.881 (28)  |
| 5     | Georg Weiss Peter-Paul Pietsch Michael Jacobs     | Wochenspiegel Team Manthey | Porsche 997 GT3 Supercup (SP7) | + 8:45.639 (28)  |
| 6     | Norbert Fischer Daniel Zils Marco Seefried        | Team MSpeed                | Porsche Cayman (SP7)           | + 9:05.307 (28)  |
| 7     | Bert Lambrecht Lance David Arnold                 | Manthey Racing             | Porsche 997 GT3 Supercup (SP7) | + 1 Runde (27)   |
| 8     | Martin Ragginger Richard Westbrook                | Manthey Racing             | Porsche 997 GT3 Supercup (SP7) | + 1 Runde (27)   |
| 9     | Wolfgang Kohler Christian Menzel                  | Manthey Racing             | Porsche 997 GT3 Cup (Cup4B)    | + 1 Runde (27)   |
| 10    | Alexander Roloff Dominik Schwager Peter Scharmach | Jörg van Ommen Autosport   | Porsche 997 GT3 Cup (SP7)      | + 1 Runde (27)   |

### 31. DMV 250-Meilen-Rennen
| Platz | Fahrer                                            | Team                | Fahrzeug (Klasse)              | Zeit (Runden)    |
| ----- | ------------------------------------------------- | ------------------- | ------------------------------ | ---------------- |
| 1     | Marcel Tiemann Marc Lieb Arno Klasen              | Manthey Racing      | Porsche 997 GT3 RSR (SP7)      | 4:06:05.953 (28) |
| 2     | Claudia Hürtgen Johannes Stuck Hans-Joachim Stuck | Schubert Motorsport | BMW Z4 M Coupé (SP6)           | + 3:50.867 (28)  |
| 3     | Hermann Tilke Dirk Adorf Peter Oberndorfer        | Raeder Motorsport   | Lamborghini Gallardo (SP8)     | + 4:48.754 (28)  |
| 4     | Armin Hahne Christian Haarmann Wilhelm Kern       | Manthey Racing      | Porsche 996 GT3 RSR (SP7)      | + 7:43.008 (28)  |
| 5     | Bert Lambrecht Jean-François Hemroulle            | Manthey Racing      | Porsche 997 GT3 Supercup (SP7) | + 8:27.031 (28)  |
| 6     | Stanislav Gryazin Walerij Horban                  |                     | BMW M3 (SP6)                   | + 1 Runde (27)   |
| 7     | Ralf Weiner Edgar Althoff                         |                     | Porsche 996 GT3 RS (H5)        | + 1 Runde (27)   |
| 8     | Jörg Otto Daniel Bauer                            | Captain Racing      | Porsche 996 GT3 Cup (Cup4A)    | + 1 Runde (27)   |
| 9     | Jörg Viebahn Stian Sørlie                         | Schubert Motorsport | BMW 120d (SP10)                | + 2 Runden (26)  |
| 10    | Michael Schratz Markus Lungstrass                 | Steam Racing        | Porsche 996 GT3 RSR (H5)       | + 2 Runden (26)  |

### 32. DMV Münsterlandpokal
| Platz | Fahrer                                                    | Team                    | Fahrzeug (Klasse)              | Zeit (Runden)    |
| ----- | --------------------------------------------------------- | ----------------------- | ------------------------------ | ---------------- |
| 1     | Marc Basseng Marc Hennerici                               | Land Motorsport         | Porsche 996 GT3 RSR (SP7)      | 4:04:22.014 (28) |
| 2     | Jürgen Alzen Uwe Alzen                                    | Jürgen Alzen Motorsport | Porsche 997 GT3 RSR (SP7)      | + 42.652 (28)    |
| 3     | Sabine Schmitz Klaus Abbelen                              | Frikadelli Racing       | Porsche 997 GT3 Supercup (SP7) | + 3:22.208 (28)  |
| 4     | Claudia Hürtgen Hans-Joachim Stuck Johannes Stuck         | Schubert Motorsport     | BMW Z4 M Coupé (SP6)           | + 6:44.943 (28)  |
| 5     | Bert Lambrecht Lance David Arnold Jean-François Hemroulle | Manthey Racing          | Porsche 997 GT3 Supercup (SP7) | + 1 Runde (27)   |
| 6     | Franz Groß Guido „Bugs Bunny“ Wirtz Leonhard Schiller     | Mamerow Racing          | Porsche 996 GT3 RSR (SP7)      | + 1 Runde (27)   |
| 7     | Johannes Scheid Oliver Kainz                              | Scheid Motorsport       | BMW M3 (SP7)                   | + 1 Runde (27)   |
| 8     | Andreas Schall Ralf Schall Volker Strycek                 | Schall Motorsport       | Opel Astra DTM (E1-XP)         | + 1 Runde (27)   |
| 9     | Frank Kräling Timo Bernhard                               | Manthey Racing          | Porsche 997 GT3 Cup (Cup4B)    | + 1 Runde (27)   |
| 10    | Reinhold Mölig                                            | Mölig Racing            | Irmscher V8 Star (E1-XP)       | + 1 Runde (27)   |